# Blas Mora
Blas Mora (Albalate del Arzobispo, Teruel, 3 de febrero de 1861 - Zaragoza, julio de 1938) fue un cantante de jota aragonesa ganador del primer Certamen Oficial de Jota Aragonesa de 1894 y el extraordinario (reservado para ganadores del primer galardón) de 1899 y 1904.
Nació en Albalate del Arzobispo, en la comarca histórica del Bajo Aragón, una de las de mayor tradición en este género del folclore aragonés. Una vez acabado el servicio militar en 1885, radicó en Zaragoza donde comenzó su actividad como jotero ante el público. Tras ganar varios primeros premios en el festival de jota oficial, en su última etapa vital abrió un negocio hostelero llamado «La tienda azul» que fue lugar de referencia de los aficionados y profesionales de la jota.
Entre sus cualidades destacaron la potencia de su voz y la brillantez de sus agudos, junto a los sutiles melismas que conseguía con ella, si bien fue algo irregular en la amplitud de su registro.
Blas Mora fue uno de los primeros cantadores de jota en grabar registros, lo que hizo en cilindros de fonógrafo ya en el siglo XIX. Se han conservado dos de estos soportes que reúnen seis jotas de baile de este cantador. Sus cantas o letras aluden a la demolida Torre Nueva de Zaragoza y dicen así:

Zaragoza está en un llano
y la Torre Nueva en medio
y la Virgen del Pilar,
a las orillas del Ebro.

Quien tiene penas se muere,
el que no tiene, también
yo quiero vivir alegre,
mañana me moriré.

## Discografía
- BARREIRO BORDONABA, Javier, et al, Primeras grabaciones fonográficas en Aragón [Discolibro], Zaragoza, Gobierno de Aragón. Centro del Libro de Aragón, 2007. ISBN 978-84-8380-058-4